# Chascanopsetta prorigera
Chascanopsetta prorigera és un peix teleosti de la família dels bòtids i de l'ordre dels pleuronectiformes. Pot arribar als 3 cm de llargària total. Es troba a les costes del nord-oest del Pacífic (atol Midway) i al Pacífic Oriental (Hawaii).